# 霍拉迪 (犹他州)
霍拉迪（英文：Holladay），是美国犹他州盐湖县下属的一座城市。建市于 1848年，面积大约为7.92平方英里（20.5平方公里），海拔约为4,464英尺（1,361米）。根据2010年美国人口普查，该市有人口26,472人。